# Красногвардеец (разъезд, Оренбургская область)
Красногварде́ец — разъезд в Бузулукском районе Оренбургской области, входит в состав Красногвардейского сельсовета.

## Этимология
Разъезд назван в память о разгроме красными отрядами мятежных сил эсера А. Сапожкова.

## География
Разъезд находится на расстоянии примерно 9 км (по прямой) к юго-востоку от города Бузулук, административного центра района.

### Часовой пояс
Разъезд Красногвардеец, как и вся Оренбургская область, находится в часовой зоне МСК+2. Смещение применяемого времени относительно UTC составляет +5:00.

## Население
| 2010 |
| ---- |
| 96   |

### Национальный состав
Согласно результатам переписи 2002 года, в национальной структуре населения русские составляли 93 % из 83 чел.